# Ненси Парсонс
Ненси Ен Парсонс (енгл. Nancy Anne Parsons; 17. јануар 1942 — 5. јануар 2001) била је америчка филмска, телевизијска и позоришна глумица. У каријери је најчешће играла комичне улоге.
За улогу Ајде Смит у комичном хорору Мотел Пакао (1980) била је номинована за Награду Сатурн за најбољу споредну женску улогу. 

## Филмографија
| Улоге Ненси Парсонс |                                           |               |                          |                       |
| Година              | Српски назив                              | Изворни назив | Улога                    | Напомена              |
| 1977.               | Америчка малина                           |               | поштарка                 |                       |
| 1977.               | Никад ти нисам обећао врт с ружама        |               | пацијенткиња која пева   |                       |
| 1978.               | Чарлијеви анђели                          |               | Зора Стафорд             | ТВ серија, 1 епизода  |
| 1980.               | Где бизон тумара                          |               | главна медицинска сестра |                       |
| 1980.               | Мотел Пакао                               |               | Ајда Смит                |                       |
| 1981.               | Безвезни аутопут                          |               | пророчица Алис           |                       |
| 1981.               | Поркијеви                                 |               | Беула Балбрикер          |                       |
| 1983.               | Поркијеви 2: Следећи дан                  |               | Беула Балбрикер          |                       |
| 1983.               | Квотербек принцеза                        |               | госпођа Клостерман       |                       |
| 1983.               | Прљави инспектор Хари: Неочекивани ударац |               | госпођа Кругер           |                       |
| 1985.               | Поркијева освета                          |               | Беула Балбрикер          |                       |
| 1989.               | Хомер и Еди                               |               | собарица                 |                       |
| 1989.               | Челичне магнолије                         |               | Џенис ван Митер          |                       |
| 1989.               | Звездане стазе: Следећа генерација        |               | Марук                    | ТВ серија, 1 епизода  |
| 1991.               | Доктор                                    |               | Лори                     |                       |
| 1992.               | Бубамара                                  |               | тренер Ени               |                       |
| 1994—1996.          | Дани наших живота                         |               | госпођа Краб             | ТВ серија, 27 епизода |